# Ronald Schnitker

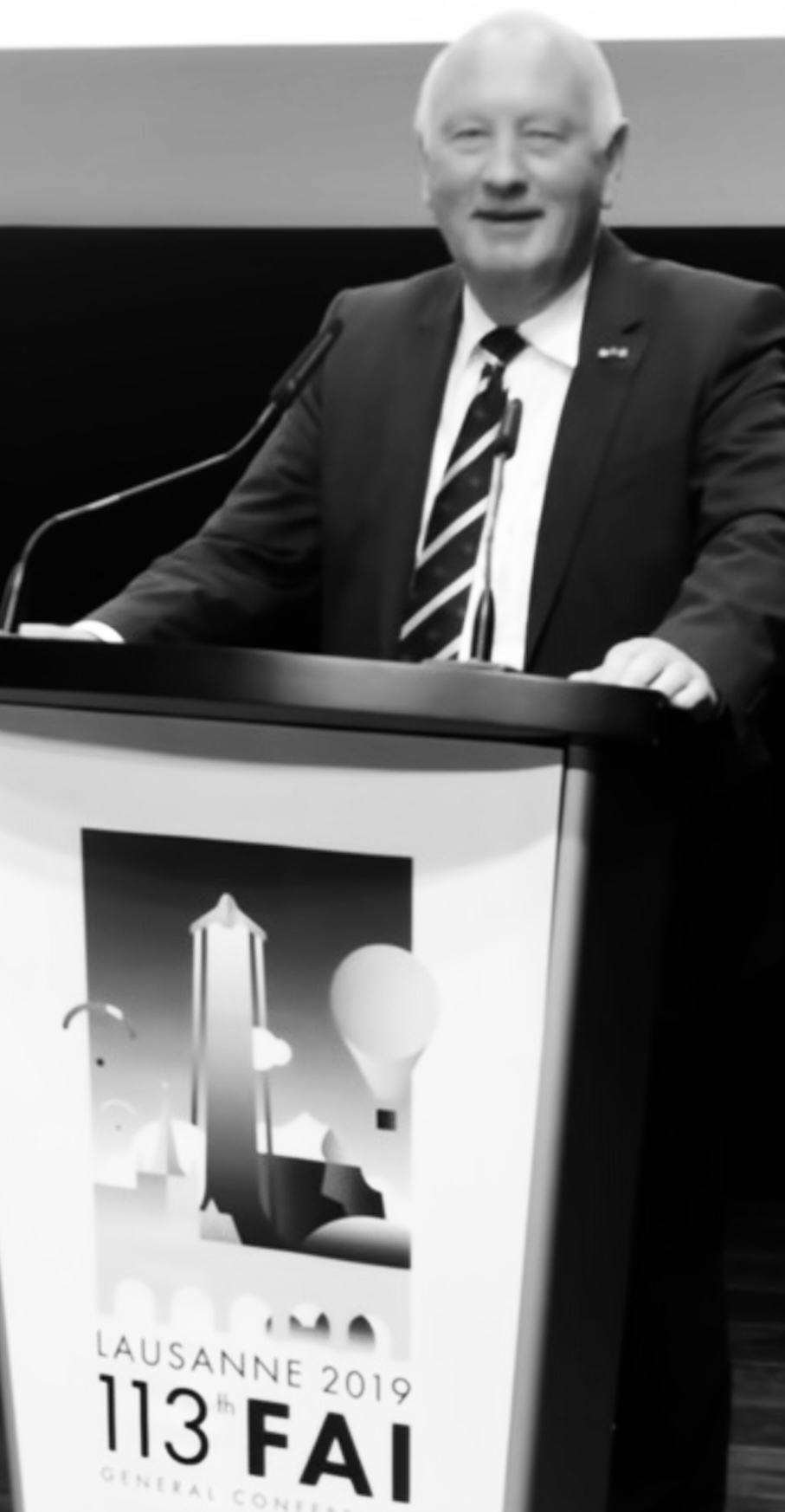
Ronald Schnitker spreekt de 113e FAI Conferentie in Lausanne toe (op 6 december 2019)

Dr. Ronald Manfred Schnitker (Zaltbommel, 20 december 1950) is een Nederlands luchtvaartjurist en sportbestuurder. Hij promoveerde op 13 oktober 2006 aan de Tilburg University op een onderzoek naar de handhaving van de veiligheid van de luchtvaart in de Nederlandse rechtsorde. Schnitker publiceert regelmatig over de positie van luchtsporten in het (lucht)recht.
Schnitker was van 2011 tot 2015 vicevoorzitter en van 2015 tot eind 2020 voorzitter van de Koninklijke Nederlandse Vereniging voor Luchtvaart (KNVvL). De KNVvL is de belangenbehartiger en het expertisecentrum van luchtsporten in Nederland. De KNVvL is als sportbond aangesloten bij het NOC*NSF en bij de in Lausanne gevestigde Fédération Aéronautique Internationale (FAI) en European Air Sports (EAS). Schnitker was tot eind 2019 voorzitter van de FAI Statutes Working Group en POC van de Regulations Expert Group van de FAI.
In 2022 nam Schnitker het voorzitterschap van de stichting VIOD op zich. De VIOD fungeert als platform voor het organiseren van een jaarlijks zweefvliegkamp voor ambtenaren, door ambtenaren, met als doel het bewerkstelligen van een beter inzicht en begrip tussen beleidsmakers en toezichthouders enerzijds en bestuurders in de recreatieve luchtvaart anderzijds.

Schnitker is pleitbezorger voor de rechten van de recreatieve- en sportluchtvaart en is opsteller van het FAI Manifesto: Preserving Airspace Access for Air Sports dat op 26 oktober 2018 werd ondertekend tijdens de 112th FAI General Conference in Luxor, Egypte.
Het FAI Manifesto beoogt de erkenning en eerbiediging van de rechten van luchtsporters voor toegang tot het luchtruim om hun sport te kunnen uitoefenen en het aangaan van een permanente en constructieve dialoog met internationale en nationale beleidsmakers en regelgevers om dit mogelijk te maken.
- FAI Diploma Paul Tissandier (1996)
- Ridder in de Orde van Oranje-Nassau (2006)
- KNVvL Ere-insigne in goud: Voor belangrijke verdiensten op Afdelings- en Clubniveau (2009)
- KNVvL Bijzonder Ere-insigne in goud met lauwerkrans en briljant: Voor 50-jarig brevethouderschap (2020)
- KNVvL medaille in goud: Voor uitzonderlijke verdiensten jegens de Vereniging en/of de Lucht- of Ruimtevaart in het algemeen (2022)
- FAI Air Sport Medal (2025): een erkenning voor zijn uitzonderlijke prestaties in de luchtvaart en zijn langdurige toewijding aan het bevorderen en beschermen van de rechten van luchtsporten